# پی‌ال‌زد پی-۱
پی‌ال‌زد پی-۱ (به انگلیسی: PZL_P.1) یک هواگرد از نوع هواپیمای جنگنده ساخت شرکت PZL است. هواگرد پی‌ال‌زد پی-۱ نخستین پروازش را در اوت ۱۹۲۹ میلادی انجام داد. در مجموع، تعداد ۲ فروند از این هواگرد ساخته شده‌است.